# Prvenstvo Hrvatske u hokeju na travi 2002./03.
Prvenstvo Hrvatske u hokeju na travi na 2002./03. je osvojila Mladost iz Zagreba. 

## Ljestvice i rezultati

### 1.A liga
| mj | klub                       | ut | pob | neod | por | golovi | bod     |
| -- | -------------------------- | -- | --- | ---- | --- | ------ | ------- |
| 1. | Mladost Zagreb             | 10 | 9   | 0    | 1   | 63:11  | 27      |
| 2. | Marathon-Senso Zagreb      | 10 | 9   | 0    | 1   | 39:14  | 27      |
| 3. | Jedinstvo Zagreb           | 10 | 5   | 0    | 5   | 19:23  | 15      |
| 4. | Zelina (Sveti Ivan Zelina) | 10 | 4   | 0    | 6   | 22:26  | 11 (-1) |
| 5. | Concordia Zagreb           | 10 | 2   | 0    | 8   | 12:38  | 6       |
| 6. | Trešnjevka Zagreb          | 10 | 1   | 0    | 9   | 10:53  | 3       |

### 1.B liga
| mj | klub                 | ut | pob | neod | por | golovi | bod |
| -- | -------------------- | -- | --- | ---- | --- | ------ | --- |
| 1. | Zagreb               | 8  | 5   | 1    | 2   | 29:13  | 16  |
| 2. | Sloga Zagreb         | 8  | 4   | 1    | 3   | 20:18  | 13  |
| 3. | Srednjoškolac Zagreb | 8  | 4   | 0    | 4   | 14:18  | 12  |
| 4. | Akademičar Zagreb    | 8  | 3   | 0    | 5   | 18:33  | 9   |
| 5. | Atom Zagreb          | 8  | 2   | 2    | 4   | 18:17  | 8   |

### Kvalifikacije za 1.A ligu
Trešnjevka - Zagreb 1:1 (4:3 7m)